# Licisc d'Acarnània
Licisc (en grec antic: Λυκίσκος, llatí: Lyciscus) fou un polític acarnani a qui els seus paisans van enviar com a ambaixador a Esparta l'any 211 aC per demanar l'aliança d'aquest estat amb Filip V de Macedònia, i per evitar que s'unissin a la Lliga Etòlia i als romans.
Va defensar el rei de Macedònia contra els atacs de Clèneas i va advertir del perill que representava que els romans guanyessin poder a Grècia, al·legant que els grecs, que havien guanyat als bàrbars perses no podien ara convertir-se en aliats d'altres bàrbars contra els mateixos grecs, segons diu Polibi.